# Batalla d'Elchingen
Batalla de les guerres napoleòniques que va tenir lloc el 14 d'octubre del 1805 a la plana d'Elchingen, Baviera, al nord-est d'Ulm, (Alemanya).

## Antecedents
L'estiu de 1805, Europa estava de nou en guerra. L'execució de Lluís Antoni de Borbó-Condé, duc d'Enghien, la fi del Tractat d'Amiens, la sacralització de Napoleó I i el seu coronament com a rei d'Itàlia, la reorganització d'Alemanya i Itàlia per França, va compondre una nova coalició composta per Rússia, l'Imperi austríac, el Regne de Nàpols i el Regne Unit, aquest darrer donant finançament i intentant allunyar l'exèrcit francès situat a Boulogne-sur-Mer, amb la pretensió d'envair l'illa.

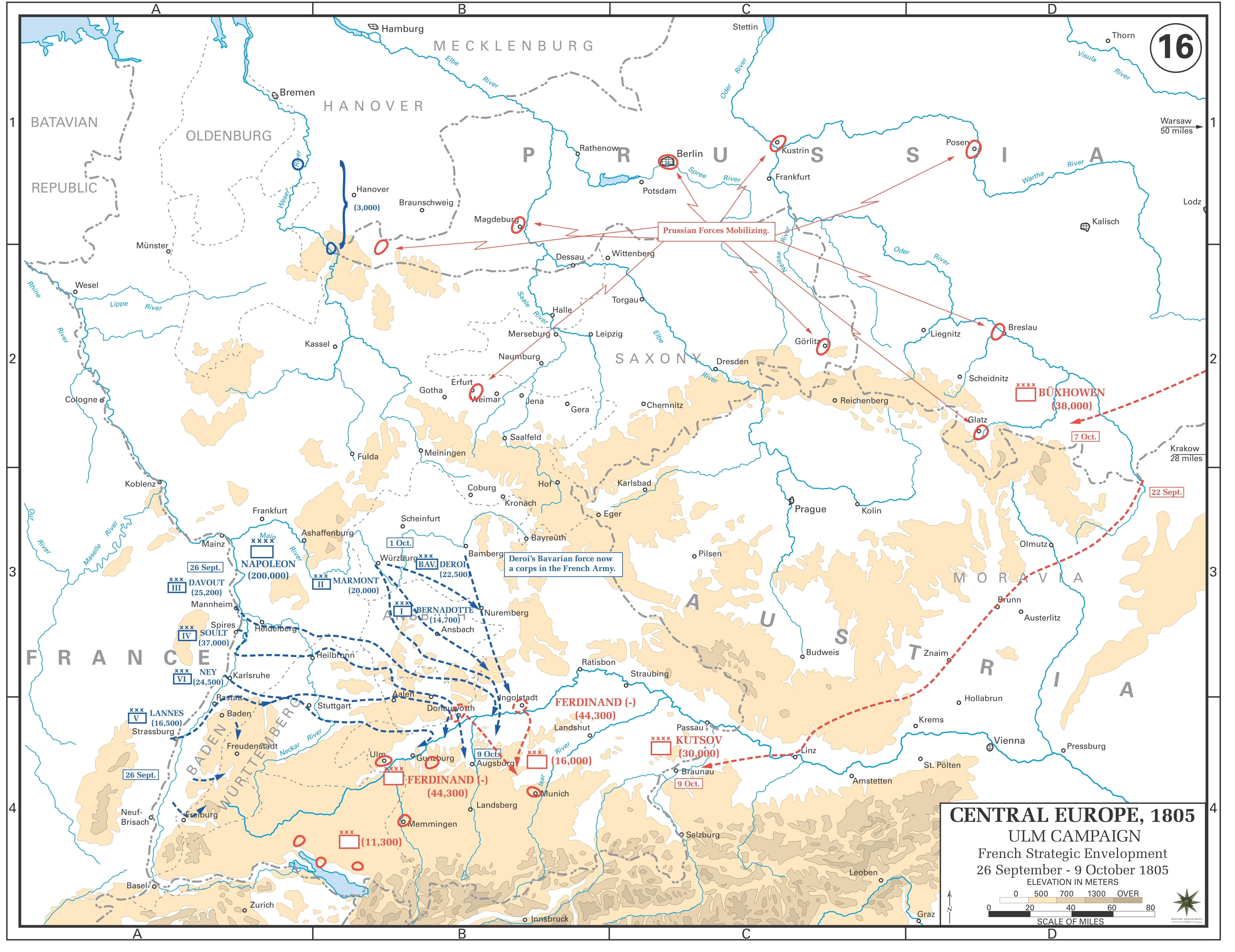
La campanya d'Ulm

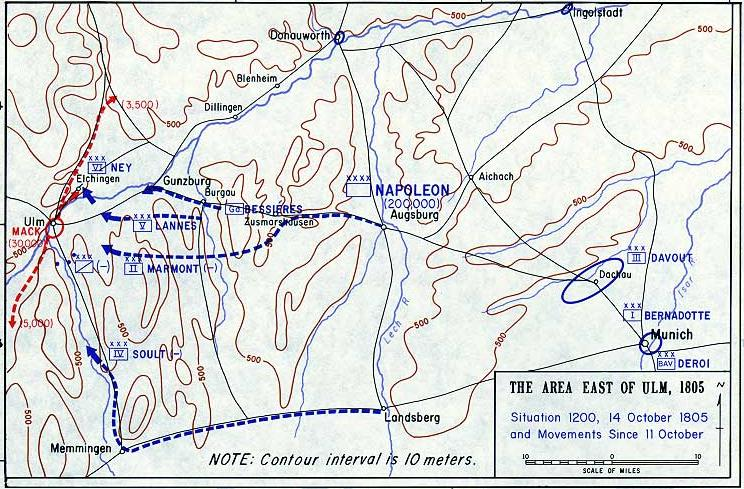
Batalla d'Elchingen

A finals d'agost la Tercera Coalició va declarar la guerra a França i l'exèrcit austríac dirigit per Karl Mack von Lieberich va envair Baviera, aliada de França. El 23 d'agost Napoleó va moure els 200.000 homes estacionats de Boulogne en direcció a Viena via Estrasburg, on van arribar el 24 de setembre. Després d'haver creuat el Rin dos dies més tard l'objectiu de Napoleó era fer creure al general austríac Karl Freiherr Mack von Leiberich que el gruix de l'exèrcit francès s'esperaria a Ulm, cruïlla de camins, per continuar per la ruta tradicional del riu Danubi i dur a terme un embolcall gegantí. Va enviar el general Joachim Murat a entretenir Mack mentre la resta de l'exèrcit vorejava Ulm pel nord i es llançava sobre Ulm.
Mentre l'exèrcit austríac es trobava prop d'Ulm, al sud del Danubi, l'exèrcit francès va marxar cap a l'oest pel costat nord del riu. Aleshores, les tropes de Napoleó van travessar el riu a l'est d'Ulm, tallant la ruta de retirada austríaca cap a Viena. En saber del seu perill, Mack va intentar escapar al costat nord del riu, però una divisió francesa va bloquejar el seu primer intent. Adonant-se que els seus enemics podrien escapar del parany, Napoleó va ordenar a Ney que creués cap a la riba nord del riu.

## La batalla
Els 17.000 homes del mariscal Michel Ney van atacar el cos de 16.000 soldats austríacs del mariscal de camp ("Feldmarschall-Leutnant") Graf von Riesch a Elchingen, a la riba nord. Els francesos van capturar les altures i van sorprendre el general Mack per la rereguarda, impulsant els soldats austríacs cap a l'oest, a Ulm, forçant molts d'ells a rendir-se. Mentre un cos d'austríacs va romandre en llibertat a la riba nord, la gairebé destrucció del comandament de Riesch va significar que el gruix de l'exèrcit de Mack va quedar envoltat desesperadament a Ulm.

## Conseqüències
Napoleó va situar Nicolas Jean-de-Dieu Soult i Jean-Baptiste Bernadotte per evitar qualsevol ajuda a l'exèrcit austríac. Una part important de l'exèrcit va marxar a Ulm on els austríacs esperaven els 54.000 russos comandats per Mikhail Illarionovitch Golenichtchev-Koutousov, però aquest pensava que la Grande Armée era encara a Boulogne i que tenia temps. Davant d'aquesta situació i en descobrir les maniobres de Napoleó, les tropes austríaques van fugir però la cavalleria de Murat va desbaratar l'exèrcit austríac amb 16.000 morts i 50 canons presos a l'enemic.
Els russos venien des de Galítzia i els britànics havien guanyat el 19 d'octubre la batalla de Trafalgar. Napoleó va posar rumb cap a Viena per barrar el pas als russos. Viena va caure el 14 de novembre després de lluitar contra els russos de Mikhaïl Illarionovitch Golenichtchev-Koutousov. Napoleó va decidir acabar amb aquests perseguint-los.
El punt decisiu fou la batalla d'Austerlitz, a 80 km al nord de Viena, amb una victòria francesa que va dur al final de la Tercera Coalició. El 26 de desembre de 1805, l'Imperi Austríac i l'imperi Francès van signar el Tractat de Pressburg, amb el qual Àustria va sortir de la guerra, reforçant el Tractat de Campo Formio i el Tractat de Lunéville, cedint territori als aliats alemanys de Napoleó, i va imposar una indemnització de 40 milions de francs als derrotats Habsburgs. A les tropes russes se'ls va permetre tornar a casa.
El general Mack fou condemnat a mort per l'emperador Francesc I d'Àustria, però només va complir dos anys de presó i després va caure en desgràcia.